# Романович Роман Теодорович

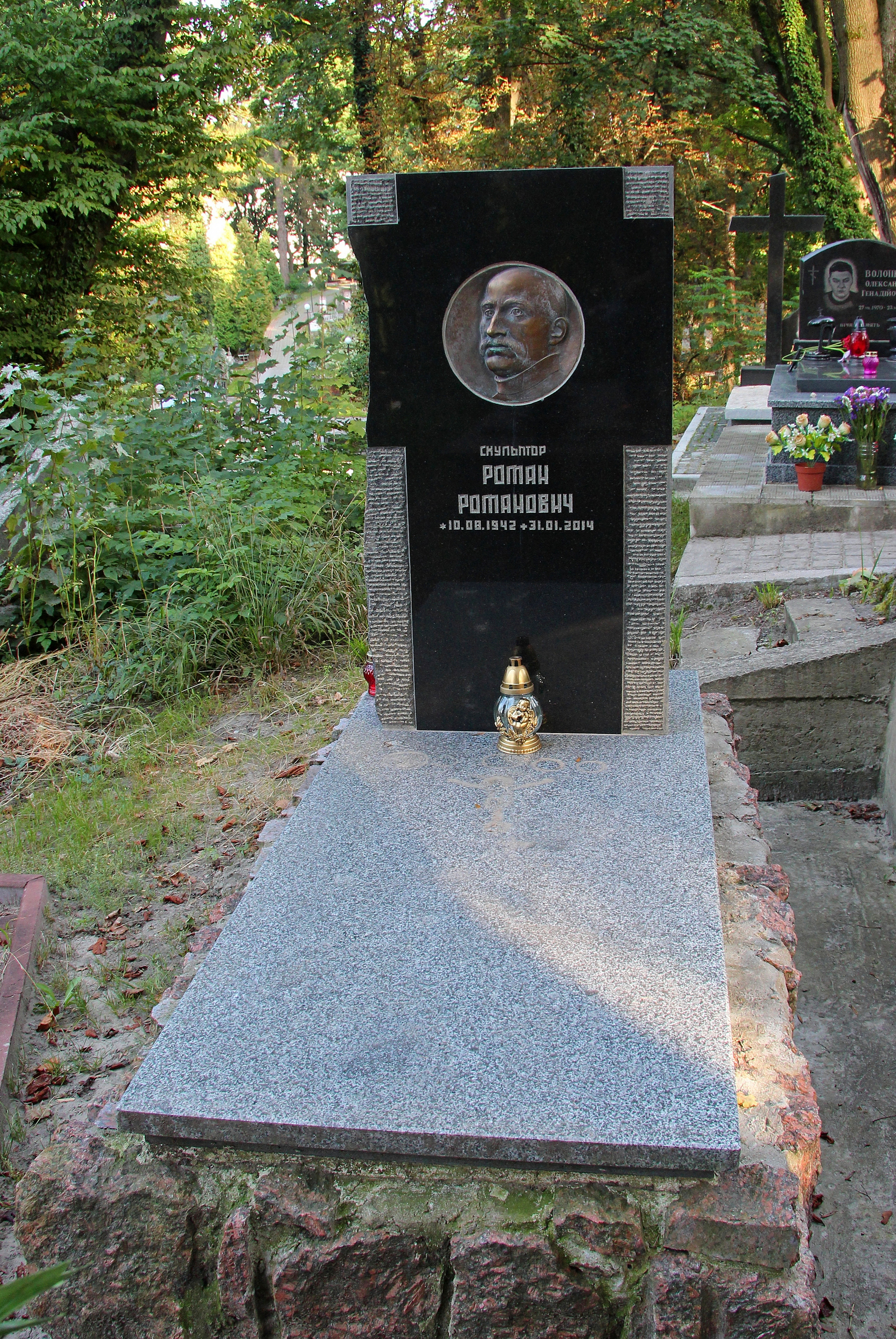
Могила Романа Романовича на 27 полі Личаківського цвинтаря у Львові

Роман Теодорович Романович (10 серпня 1942, Голешів — 2 лютого 2014, Львів) — український скульптор, Член Національної спілки художників України, член Спілки художників «Клуб українських мистців» (КУМ). Працював у медальєрстві, монументальній та станковій пластиці.

## Життєпис
Роман Романович народився 10 серпня 1942 року в с. Голешів, тепер Жидачівський район Львівської області. Закінчив Львівському художньому училищі імені Івана Труша, Вище художньо-промислове училище ім. В. Мухіної у Санкт-Петербурзі, відділ монументальної декоративної скульптури.
Похований на 27 полі Личаківського цвинтаря.

## Доробок
Роман Романович створив понад 200 скульптурних творів, які знаходяться в Україні (Львові, Трускавці, Ходорові, Жидачеві, Рогатині, Зашкові, Луганську, на Тернопільщині, у Чернівецькій області), Канаді, США, Росії. Його творчі роботи зберігаються у музеях та галереях України (Львівська національна галерея мистецтв імені Бориса Возницького, «Музей мистецтв та історії Жидачівщини»), Росії (Державний музей образотворчих мистецтв імені О. С. Пушкіна), та у приватних збірках у Львові, Санкт-Петербурзі, Канаді.

### Виставки
Роман Романович брав участь у конкурсах та виставках як в Україні, так і за її межами.
У 2002 році відкрилась виставка скульптури Романа Романовича у Львівському палаці мистецтв.
1 грудня 2013 року, в «Музеї мистецтв та історії Жидачівщини» — філії Львівської національної галереї мистецтв ім. Б. Г. Возницького, відбулася презентація виставки Романа Романовича, на якій виставлено 24 твори, які скульптор подарував музею.

### Пам'ятники
- Пам'ятник Євгену Коновальцю, 14 червня 1991, Зашків (у липні знищений вандалами, у грудні відновлений)[8]
- Пам'ятник Тарасу Шевченку, 1991, Трускавець[9]
- Погруддя Тарасу Шевченку, 1992, Голешів[10][11]
- Пам'ятник Королю Данилу, 2001, Львів, Площа Галицька[12][13]
- Пам'ятник Омеляну Партицькому, 1995, Тейсарів
- Пам'ятник Тарасу Шевченку, 1996, Коропець.[14]
- Пам'ятник Роксолані, 1999, Рогатин[15][16]
- Погруддя Івана Виговського (2000, Львів, вул. Виговського, в приміщенні Залізничної районної адміністрації)
- Меморіальна таблиця Ірині Вільде, 2002, Ходорів
- Меморіальна таблиця Марті Чорній-Медеї, 2003, Львів, вул. Дорошенка, 50.[17]
- Пам'ятник Тарасу Шевченку, 2004, Журавно[10]
- Пам'ятник Івану Виговському, 2007, Руда[18]
- Барельєф Богдана Януша, 2010, Журавно[19]
- Стела «Перемога козацьких військ під Конотопом», 2011, Руда[20]
- Пам'ятник Івану Франку, 2016, Трускавець

Погруддя Івана Виговського

## Вшанування пам'яті
У рідному селі Романа Романовича встановлено меморіальну таблицю.